# Area (groupe)
Pour les articles homonymes, voir Area.
Area, aussi stylisé AreA, également appelé Area - International Popular Group, est un groupe italien de rock progressif, originaire de Milan. Son répertoire musical inclut aussi le jazz fusion, la musique électronique et expérimentale. Formé en 1972 par le chanteur Demetrio Stratos et le batteur Giulio Capiozzo, le groupe figure parmi les principaux groupes novateurs de la scène du rock progressif italien des années 1970. Area a publié cinq albums studio et deux albums live avant la mort de Demetrio Stratos en 1979.

## Histoire

### Années de Demetrio Stratos (1972—1979)

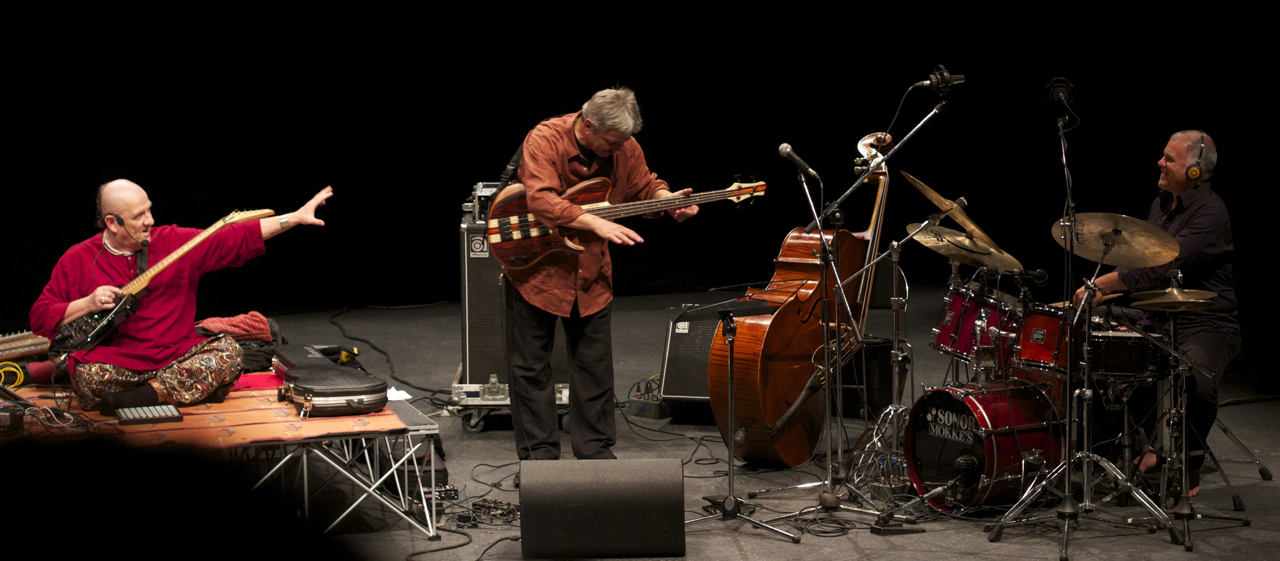
Area pendant la tournée de 2011.

Area est formé à Milan en 1972,. Il est composé à l'origine de Demetrio Stratos, Giulio Capiozzo (batterie et percussions), Victor Edouard Eddie Busnello (saxophone et flûtes), Leandro Gaetano (piano) et Johnny Lambizzi (guitare), suivis par Patrick Djivas (basse) et Patrizio Fariselli (claviers),,,. Le groupe est dirigé par Demetrio Stratos, originaire de Grèce. En 1973, Lambizzi quitte le groupe et est remplacé par Paolo Tofani (guitare et synthétiseur). Leur premier album studio, Arbeit macht frei sort en 1973. Le titre est issu de l'inscription trouvée sur le portail à l'entrée du camp de concentration nazi d'Auschwitz,. Area fait par la suite une tournée au Chili et représente l'Italie à la huitième Biennale de Paris. À cette époque, le style musical d'Area est un méli-mélo inspiré du rock, du jazz, de la musique orientale et arabe.
En 1974, Eddie Busnello et Patrick Djivas quittent le groupe. Djivas, qui rejoint la Premiata Forneria Marconi, est remplacé par Ares Tavolazzi (basse). La nouvelle formation est composée de Demetrio Stratos au chant, orgue Hammond et batterie ; Giulio Capiozzo à la percussion; Patrizio Fariselli au piano et aux claviers ; Ares Tavolazzi à la basse et au trombone ; et Paolo Tofani à la guitare et au synthétiseur VCS 3. Gianni Sassi, fondateur du label Cramps Records, s'occupe de l'image du groupe, impliqué dans presque tous les projets culturels de l'époque il fait partie du mouvement italien Fluxus, réseau international d'artistes, de compositeurs et de concepteurs mélangeant dans les années 1960 différents médias et disciplines artistiques. Area enregistre un deuxième album studio, Caution Radiation Area, joue au festival Parco Lambro de Milan et au premier festival international de Rovereto et représente l'Italie au premier festival de musique pop de Berne et se produit aux côtés de Joan Baez au Velodromo Vigorelli contre la guerre du Viêt Nam.
En 1975, le groupe participe au deuxième festival Parco Lambro et à la Festa Nazionale de L'Unità à Florence. En novembre de la même année, Area enregistre son troisième album studio Crac!. Les enregistrements sont publiés pour la première fois en France. En 1976, Area est distribués au Japon et est présent au troisième festival Parco Lambro. Cette année-là, Area donne environ 200 concerts en Italie et est invité à participer à la Fête de l'Humanité du Bourget, en France, et à la Festa do Avante! à Lisbonne, au Portugal. Giulio Capiozzo et Ares Tavolazzi quittent le groupe pendant quelques mois pour rejoindre l' orchestre Andrea Mingardi. Fariselli, Tofani et Stratos ont donné un concert avec Steve Lacy et Paul Lytton à l'Université de Milan donnant lieu à un album live, Event 76. Area enregistre son quatrième album studio Maledetti avec les frères Arze, Steve Lacy, Paul Lytton, Walter Calloni et Hugh Bullen en tant que musiciens invités.
Lors d'un concert au Teatro Uomo de Milan en 1977, le groupe présente sa compilation Anto / Logicamente et Paolo Tofani quitte le groupe. En 1978, Area quitte le label Cramps pour Ascolto, un label appartenant à CGD ; en cette année sort le cinquième album studio, 1978 Gli Dei Se Ne Vanno, Gli Arrabbiati Restano!. En mars 1978, le groupe donne trois concerts à Lisbonne, Coimbra et Porto au Portugal, et en juillet, deux dates à La Havane, à Cuba, au Festival mondial de la jeunesse et des étudiants (pour la solidarité anti-impérialiste, la paix et l'amitié). 1979 est une année d'étude, d'expérimentation et de recherche. Les membres du groupe participent au premier album solo du violoniste et flûtiste de PFM, Mauro Pagani (sorti à Tokyo en 1979 au label Seven Seas et distribué par King Records Co.), avec des contributions de Demetrio Stratos, Giulio Capiozzo, Patrizio Fariselli et Ares Tavolazzi.
Demetrio Stratos quitte Area et Fariselli, Capiozzo et Tavolazzi recrutent d'autres musiciens: Massimo Urbani, Pietro Tonolo, Sara Borsarini et Guido Guidoboni.
En avril 1979, Demetrio Stratos tombe malade d'anémie aplasique. Son état se détériore et il est transféré au New York City Memorial Hospital pour y être soigné. Ses amis organisent en Italie un concert pour payer ses frais médicaux. Le 14 juin 1979, plus de cent musiciens participent à ce concert mémorial à Demetrio Stratos, qui attire plus de 100 000 personnes. Un jour avant, Demetrio Stratos décède au New York City Memorial Hospital le 13 juin 1979 à l'âge de 34 ans, dans l'attente d'une greffe de moelle osseuse (la cause officielle du décès est un infarctus du myocarde,,.
Le groupe composé de Demetrio Stratos, Patrizio Fariselli et Paolo Toffani figure dans la liste Nurse with Wound list, une liste de musiciens et de groupes accompagnant le premier album de Nurse With Wound, intitulée Chance Meeting on a Dissecting Table of a Sewing Machine and an Umbrella publié en 1979.

### Années post-Demetrio Stratos et Area II (1980—1986)
Tic & Tac, leur sixième album studio, sort en 1980. Ensuite, Area publie Gli Uccelli, une comédie classique grecque d'Aristophane, en collaboration avec la compagnie de théâtre Nuova Scena. Gli Uccelli est joué en Italie environ 100 fois la tournée s'achevant à Bruxelles en mai 1981.
En 1982, de nouveau avec la compagnie Nuova Scena, ils présentent Tristano e Isotta (Tristan et Iseut), une représentation théâtrale avec danse et musique. En 1983, Area se dissout et les musiciens poursuivent leurs activités musicales séparément. Area II réapparaît au milieu des années 1980, sortant deux albums studio publiés en 1986 et 1987 qui sont stylistiquement beaucoup plus proches du jazz que de musique originale d'Area.

### Première réunion (1993—2000)
En 1993, Patrizio Fariselli, Giulio Capiozzo et, brièvement, Ares Tavolazzi, reprennent l'activité sous lez nom d'Area, expérimentant de nouveaux sons, matériaux et langues. Ares Tavolazzi quitte le groupe et est remplacé par Paolo Dalla Porta et Pietro Condorelli.
En 1977, sort Tchernobyl 7991, leur septième et dernier album studio. Le groupe communément appelé Area II a donné plusieurs concerts en direct, composés de Fariselli, Capiozzo et Paolo Dalla Porta. En 1998, Marco Micheli remplace Dalla Porta et le groupe recrute Angela Baggi. Ce groupe est actif jusqu'à sa scission en 1999. Capiozzo meurt un an plus tard.

### Deuxième réunion (depuis 2009)

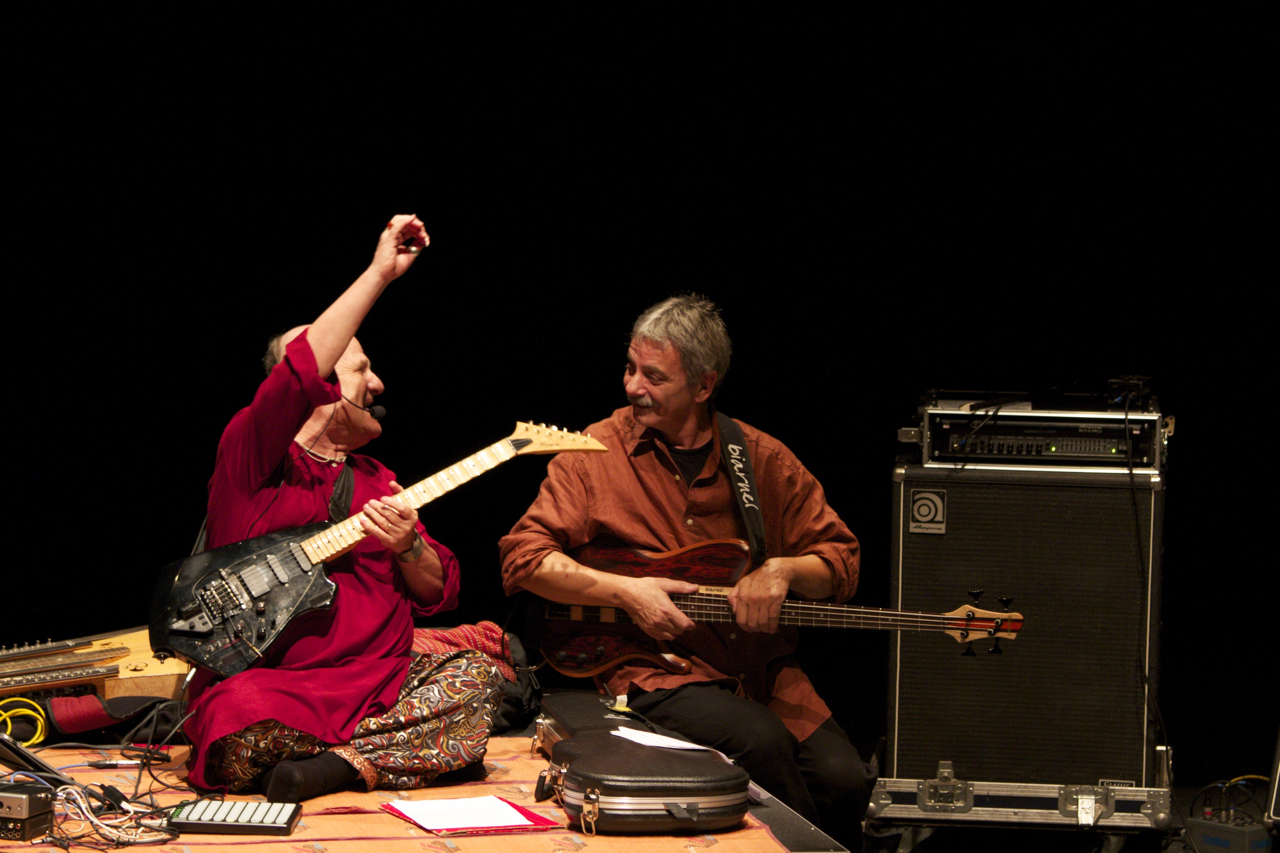
Paolo Tofani et Ares Tavolazzi pendant la Reunion Tour de 2011.

Le 25 août 2009 à Sienne, Patrizio Fariselli, Ares Tavolazzi et Paolo Tofani avec le fils de Capiozzo, Christian à la batterie et Mauro Pagani au chant et au violon se produisent ensemble pour la première fois depuis plus de dix ans lors de la neuvième édition du festival La Città Aromatica, dédié à Demetrio Stratos trente ans après sa mort. Les 29 et 30 janvier 2010, Fariselli, Tavolazzi et Tofani avec UT Gandhi (Umberto Trombetta) à la batterie se réunirent à nouveau au théâtre San Lazzaro di Savena (Bologne) dans le cadre de StratosFerico: Omaggio a Demetrio Stratos, un hommage à Demetrio Stratos,. Le 2 mai, Fariselli, Tofani et Tavolazzi se sont réunis à nouveau pour un spectacle au Brecht Forum de New York.
La tournée officielle Reunion Tour débute le 21 septembre 2010 à Milan au Blue Note Club avec Fariselli, Tavolazzi, Tofani, Walter Paoli à la batterie et Mauro Pagani en tant qu'invité. En novembre 2012, Area publie un nouveau double CD live intitulé Live2012 qui contient certaines des meilleures performances live enregistrées lors de la tournée. En mai 2014, ils reçovient la Targa alla Carriera in Rezzato lors de l'événement Musica da Bere.

## Membres

### Membres actuels
- Patrizio Fariselli - piano, claviers (depuis 1973)
- Paolo Tofani - guitare solo, synthétiseur, VCS 3 (1973-1977, depuis 2009)
- Ares Tavolazzi - basse, contrebasse, trombone (1974-1993, depuis 2009)
- Walter Paoli - batterie (depuis 2010)

### Anciens membres
- Demetrio Stratos - voix principale, orgue, batterie en acier (1972-1978, décédé en 1979)
- Giulio Capiozzo - percussions (1972–2000, décédé en 2000)
- Victor Edouard « Eddie » Busnello - saxophone, flûte, clarinette basse (1972-1973 ; décédé au cours des années 1980)
- Patrick Djivas - guitare basse (1972-1973)
- Massimo Urbani - saxophone (1979, décédé  en 1993)
- Piero Tonolo - saxophone (1979)
- Sara Borsarini - voix principale (1979)
- Guido Guidoboni - voix principale (1979)
- Larry Nocella - saxophone (1980-1982, décédé en 1989)
- Paolo Dalla Porta - guitare basse, contrebasse (1993-1997)
- Pietro Condorelli - guitare solo (1993-1997)
- Angela Baggi - voix principale (1998-2000)
- Marco Micheli - guitare basse, contrebasse (1998-2000)
- Christian Capiozzo - batterie (2009)

### Membres du premier album
- Johnny Lambizzi - guitare (1972)
- Leandro Gaetano - piano (1972)

### Collaborateurs
- Gianni Sassi - gérant, directeur artistique, parolier (1972-1977, décédé en 1993)
- Steve Lacy - saxophone (1976, décédé en 2004)
- Paul Lytton - percussions (1976)
- Walter Calloni - batterie (1976)
- Hugh Bullen - basse (1976)
- Anton Arze - txalaparta (1976)
- Josè Arze - txalaparta (1976)
- Eugenio Colombo - Kazumba (1976)
- Umberto Benedetti Michelangeli - cordes (1976)
- Armando Burattin - cordes (1976)
- Paolo Salvi - cordes (1976)
- Giorgio Garulli - cordes (1976)
- Luciano Biasutti - trompette (1980)
- Gigi Cefarelli - guitare (1997)
- John Clark - cor français (1997)
- Mauro Pagani - violon (invité live 2009-2010)
- Maria Pia de Vito - voix (invité direct 2011)
- Eugenio Finardi - voix (invité direct 2011)

## Discographie

### Albums studio
- 1973 : Arbeit Macht Frei
- 1974 : Caution Radiation Area
- 1975 : Crac!
- 1976 : Maledetti
- 1978 : 1978 Gli dei se ne vanno
- 1980 : Tic & Tac
- 1997 : Tchernobyl 7991

### Albums live
- 1975 : Sont (A) zione
- 1979 : Event '76 (enregistré à Milan le 26 octobre 1976)
- 1996 : Concerto Teatro Uomo (enregistré à Milan les 29 ou 30 avril 1977).
- 1996 : Parigi-Lisbona (enregistré à Paris et à Lisbonne, 1976)
- 2004 : Live in Torino 1977
- 2012 : Live 2012

### Compilations
- 1977 : Anto / Logicamente
- 1980 : Area '70
- 1996 : Gioia e Rivoluzione

### Singles
- 1973 : L'Abbattimento dello Zeppelin / Arbeit Macht Frei
- 1974 : L'Internazionale / Citazione da George L.Jackson

### Coffrets
- 2002 : Live Concerts Box
- 2002 : Revolution Box Set

### Albums collaboratifs
- 1976 : Parco Lambro (comprend une version live de Gerontocrazia de 1976)
- 1979 : Le Concerto - Omaggio a Demetrio Stratos
- 2013 : L'Album Biango (album studio d'Elio e le Storie Tese, contient un titre écrit et interprété par Area)